# 大花大序雪胆
大花大序雪胆（学名：Hemsleya megathyrsa var. major）为葫芦科雪胆属下的一个变种。

## 扩展阅读
- 維基物種上的相關：大花大序雪胆